# Di Ferrero
Diego José Ferrero (Campo Grande, 11 de junho de 1985), mais conhecido pelo seu nome artístico Di Ferrero, é um cantor e compositor brasileiro.

## Biografia
Nascido no Mato Grosso do Sul, Diego morava na capital paulista desde os 12 anos de idade. Ele também já morou em Buenos Aires, Argentina, devido ao trabalho do pai, e já morou também em Porto Alegre. É vocalista da banda de rock NX Zero e garoto propaganda da Coca-Cola Jeans, também é um dos sócios do bar Barzin.

## Carreira

### 2004–17: NX Zero
Sua primeira aparição na televisão ocorreu em 1997, através do programa Planeta Xuxa, onde cantou uma música de Michael Jackson e fez algumas danças. Diego entrou no NX Zero em 2004, pouco tempo antes da saída de Yuri Nishida. Ferrero tem uma canção gravada em parceria com a cantora Nelly Furtado, em que criou a parte em português, a canção gravada com ele foi a única que ganhou videoclipe, que esteve em todas as paradas. Participou também da música "Tudo Passa" do rapper Túlio Dek e gravou uma música com o grupo Rouge. O cantor também gravou “Abra a Felicidade” com Pitty e MV Bill. A música foi tema da campanha publicitária Verão 2009 da Coca-Cola.
Em 2010, fez participação na música e no videoclipe “When You're Here” com o cantor Eric Silver. Em 2013, fez participação na música tema do Caldeirão do Huck junto com Luan Santana, Naldo, Claudia Leitte e Preta Gil. Em 2015, o cantor foi convidado pelo grupo de hip hop Melanina Carioca para participar da gravação do primeiro DVD ao vivo do grupo, que aconteceu em 25 de janeiro na "Burn On Stage", no Guarujá, na Grande São Paulo. O grupo o chamou para cantar a canção “Só Rezo” e “Fé” ao vivo, da banda de rock, Nx Zero, a qual Di Ferrero é vocalista. Em dezembro de 2017, durante sua participação no programa Altas Horas, o cantor anunciou que a banda NX Zero daria uma pausa na carreira por tempo indeterminado.

### 2018–presente: Carreira solo
Sendo assim, o cantor passou focar em sua carreira solo, passando a assinar contrato com a gravadora Universal Music e GTS, divisão global de agenciamento artístico e produção de evento. Em março de 2018, lançou seu primeiro single e clipe solo da música “Sentença”. Em junho foi lançado outro single “Você Devia Se Amar”, canção que faz parte do seu primeiro álbum solo da carreira. No mesmo mês lançou o single “Freeman” em parceria com o rapper Rael.
Em agosto foi lançado o single “No Mesmo Lugar”, o clipe da música contou com a participação de sua esposa Isabeli Fontana. Em setembro regravou a música “Amor Falso” do cantor Aldair Playboy e lançou como single em uma versão acústica. Em novembro lançou o single “Um Bom Motivo” em parceria com Luccas Carlos. Em julho de 2019, lançou a primeira parte do seu primeiro álbum solo intitulado Sinais.
Foi anunciado também como um dos protagonistas da produção brasileira da ópera-rock American Idiot, com a direção de Mauro Mendonça Filho. Ao seu lado estarão Thiago Fragoso, Nando Brandão e Beto Sargentelli.
Em outubro de 2021, Di Ferrero assinou contrato com a Som Livre Apresenta (SLAP), atualmente um braço fonográfico da Globo.
Em agosto de 2022, Di Ferrero e Vitor Kley ficaram hospedados com suas equipes no estúdio da Elephant Office em Governador Celso Ramos, para ensaiar um show inédito que será exibido no Rock in Rio.

## Vida pessoal
Em 2009 assumiu namoro com a atriz, cantora e apresentadora Mariana Rios. Em 2012, durante uma viagem juntos à Turquia, ficaram noivos. Porém o noivado chegou ao fim em 2013. Em dezembro do mesmo ano, assumiu namoro com a modelo Isabeli Fontana; os dois se conheceram durante a gravação do programa Altas Horas. Em outubro de 2014 ficaram noivos durante uma viagem nas Maldivas. Em agosto de 2016, se casaram em uma cerimônia íntima realizada nas Maldivas, localizada no mesmo local onde ficaram noivos.

## Filmografia

### Televisão
| Ano     | Título               | Notas                     |
| ------- | -------------------- | ------------------------- |
| 2009    | Ger@l.com            | Elenco de apoio           |
| 2011    | Julie e os Fantasmas | Participação especial     |
| 2012    | Malhação             | Participação especial     |
| 2014—15 | The Voice Brasil     | Assistente do Lulu Santos |
| 2016    | X Factor Brasil      | Jurado                    |
| 2017    | Popstar              | Jurado convidado          |
| 2018    | Superstar            | Jurado convidado          |
| 2019    | Show dos Famosos     | Participante / vencedor   |

### Cinema
| Ano  | Título               | Papel     | Notas                 |
| ---- | -------------------- | --------- | --------------------- |
| 2012 | Totalmente Inocentes | Ele mesmo | Participação especial |

## Discografia

### EP's
| Álbum            | Detalhes                                                                                        |
| ---------------- | ----------------------------------------------------------------------------------------------- |
| Sinais - Parte I | - Lançamento: 19 de julho de 2019 - Formatos: CD, download digital - Gravadora: Universal Music |

### Álbuns
| Álbum                  | Detalhes                                                                       |
| ---------------------- | ------------------------------------------------------------------------------ |
| ( Uma Bad, Uma Farra:) | - Lançamento: 6 de maio de 2022 - Formatos: download digital - Gravadora: SLAP |

### Singles

#### Como artista principal
| Ano                                                                                     | Canção                                | Desempenho nas tabelas musicas | Álbum                          |
| Ano                                                                                     | Canção                                | BRA                            | Álbum                          |
| --------------------------------------------------------------------------------------- | ------------------------------------- | ------------------------------ | ------------------------------ |
| 2018                                                                                    | "Sentença"                            | 86                             | Não adicionando à nenhum álbum |
| 2018                                                                                    | "No Mesmo Lugar"                      | 31                             | Não adicionando à nenhum álbum |
| 2018                                                                                    | "Você Devia Se Amar"                  | —                              | Não adicionando à nenhum álbum |
| 2018                                                                                    | "Freeman" (part. Rael)                | —                              | Não adicionando à nenhum álbum |
| 2018                                                                                    | "Amor Falso"                          | 22                             | Não adicionando à nenhum álbum |
| 2018                                                                                    | "Um Bom Motivo" (part. Luccas Carlos) | —                              | Não adicionando à nenhum álbum |
| 2019                                                                                    | "Seus Sinais"                         | 25                             | Sinais - Parte I               |
| 2019                                                                                    | "Viver Bem"                           | —                              | Sinais - Parte I               |
| 2020                                                                                    | "Outra Dose"                          | —                              | Sinais - Parte I               |
| 2020                                                                                    | "Vai Passar"                          | —                              | Não adicionando à nenhum álbum |
| 2020                                                                                    | "Desculpa"                            | —                              | Não adicionando à nenhum álbum |
| 2020                                                                                    | "Onde A Genge Chegou" (part. Iza)     | —                              | Não adicionando à nenhum álbum |
| 2020                                                                                    | "Devíamos Sumir" (part. Gee Rocha)    | —                              | Não adicionando à nenhum álbum |
| 2020                                                                                    | "Será" (part. Lucas Silveira)         | —                              | Não adicionando à nenhum álbum |
| 2021                                                                                    | "Aonde é o Céu"                       | —                              | Não adicionando à nenhum álbum |
| "—" denota singles que não entraram nas paradas musicais ou não foram lançados no país. |                                       |                                |                                |

#### Como artista convidado
| Ano  | Single                                             | Paradas     | Paradas        | Paradas      | Álbum                                      |
| Ano  | Single                                             | BRA Hot 100 | BRA Hit Parade | BRA Year End | Álbum                                      |
| ---- | -------------------------------------------------- | ----------- | -------------- | ------------ | ------------------------------------------ |
| 2008 | "All Good Things" (Nelly Furtado feat. Di Ferrero) | 5           | —              | —            | Loose                                      |
| 2008 | "Tudo Passa" (Túlio Dek part. Di Ferrero)          | 12          | 9              | 62           | O Que Se Leva da Vida É a Vida Que Se Leva |
| 2010 | "When You're Here" (Eric Silver feat. Di Ferrero)  | 9           | —              | —            | Eric Silver                                |
| 2015 | "Só Rezo" / "Fé" (Melanina Carioca com Di Ferrero) | —           | —              | —            | Vivendo de Amor (ao vivo)                  |

## Prêmios e indicações
| Ano  | Prêmio                                | Categoria                  | Indicação                   | Resultado | Ref.   |
| ---- | ------------------------------------- | -------------------------- | --------------------------- | --------- | ------ |
| 2007 | Capricho Awards                       | Cantor Nacional            | Di Ferrero                  | Venceu    | [ 42 ] |
| 2007 | Meus Prêmios Nick                     | Cantor do Ano              | Di Ferrero                  | Venceu    | [ 43 ] |
| 2008 | Prêmio Multishow de Música Brasileira | Melhor Cantor              | Di Ferrero                  | Venceu    | [ 44 ] |
| 2008 | Meus Prêmios Nick                     | Gato do Ano                | Di Ferrero                  | Indicado  |        |
| 2008 | Meus Prêmios Nick                     | Cantor do Ano              | Di Ferrero                  | Indicado  |        |
| 2008 | Capricho Awards                       | Melhor Cantor Nacional     | Di Ferrero                  | Venceu    |        |
| 2008 | Capricho Awards                       | Colírio Nacional           | Di Ferrero                  | Venceu    |        |
| 2009 | Meus Prêmios Nick                     | Cantor ou cantora do ano   | Di Ferrero                  | Indicado  |        |
| 2009 | Capricho Awards                       | Cantor Nacional            | Di Ferrero                  | Venceu    |        |
| 2010 | Prêmio Multishow de Música Brasileira | Melhor Cantor              | Di Ferrero                  | Indicado  |        |
| 2010 | Meus Prêmios Nick                     | Melhor Cantor              | Di Ferrero                  | Indicado  |        |
| 2011 | Capricho Awards                       | Cantor Nacional            | Di Ferrero                  | Venceu    |        |
| 2011 | Prêmio Multishow de Música Brasileira | Melhor Cantor              | Di Ferrero                  | Venceu    | [ 45 ] |
| 2011 | Meus Prêmios Nick                     | Melhor Cantor              | Di Ferrero                  | Indicado  |        |
| 2012 | Prêmio Multishow de Música Brasileira | Melhor Cantor              | Di Ferrero                  | Indicado  |        |
| 2012 | Meus Prêmios Nick                     | Cantor Favorito            | Di Ferrero                  | Indicado  |        |
| 2013 | Kids' Choice Awards                   | Voz Favorita do Brasil     | Di Ferrero                  | Indicado  | [ 46 ] |
| 2013 | Meus Prêmios Nick                     | Cantor Favorito            | Di Ferrero                  | Indicado  |        |
| 2013 | Prêmio Multishow de Música Brasileira | Melhor Cantor              | Di Ferrero                  | Indicado  |        |
| 2014 | Meus Prêmios Nick                     | Cantor Favorito            | Di Ferrero                  | Indicado  |        |
| 2019 | Meus Prêmios Nick                     | Melhor Apresentador (2010) | Di Ferrero                  | Indicado  | [ 47 ] |
| 2019 | Meus Prêmios Nick                     | Slime Épico (2010)         | Di Ferrero e Lucas Silveira | Indicado  | [ 47 ] |